# Canções de Invento
Canções de Invento é o álbum de estreia do músico, ator e diretor brasileiro Gero Camilo, lançado em 2008. Traz participações de músicos como Ceumar, Celso Sim, Tata Fernandes, Simone Sou, Lirinha, Nina Blauth, Arícia Mess e letras que falam de amor, modernidade, arte e a cidade. Todas as faixas são escritas ou coescritas por Gero, exceto "Vem Amor", escrita por Marat Descartes.
Gero considerou criar um álbum em 2002 ao produzir um livro de contos e peças curtas chamado Macaúba da Terra, que ele havia escrito enquanto cursava a Escola de Arte Dramática da Universidade de São Paulo (1994-1998) e no qual ele identificou "potencialidade musical". Antes de registrar o trabalho em estúdio, Gero chegou a apresentá-lo em formato de espetáculo, sob o nome Canto de Cozinha. Sobre a diversidade de gêneros apresentada no álbum, Gero afirmou que "a confluência de gêneros é um grande alimento para o artista contemporâneo, que em vez de tentar se enquadrar, pode ampliar o seu espaço de atuação e afinar o seu discurso poético".

## Faixas
| N.º            | Título                                                                | Duração |  |
| 1.             | "Cabeleira de Aipim" (com Lirinha, Tata Fernandes e Arícia Mess)      | 4:38    |  |
| 2.             | "Anunciação"                                                          | 4:29    |  |
| 3.             | "Enigmática Máscara"                                                  | 4:57    |  |
| 4.             | "O Aprendiz"                                                          | 3:52    |  |
| 5.             | "Gogós Dodóis"                                                        | 3:29    |  |
| 6.             | "A Modernidade"                                                       | 3:57    |  |
| 7.             | "Gravidade" (Gustavo Machado e Cristiano Karnas)                      | 3:24    |  |
| 8.             | "Tintura" (com Rubi)                                                  | 4:56    |  |
| 9.             | "Vem Amor" (com Marat Descartes)                                      | 3:35    |  |
| 10.            | "Carta de Puebla"                                                     | 1:58    |  |
| 11.            | "Gesto Delicado"                                                      | 4:04    |  |
| 12.            | "Jobinamente"                                                         | 6:34    |  |
| 13.            | "Vai Desabar" (com Lirinha, Luiz Gayotto, Rubi, Ceumar e Tata Amaral) | 5:35    |  |
| Duração total: | Duração total:                                                        | 55:28   |  |